# Jaclyn José
Mary Jane Guck y Santa Ana (Ángeles, 21 de octubre de 1963-Ciudad Quezon, 2 de marzo de 2024), conocida artísticamente como Jaclyn José (también Jacklyn José), fue una actriz filipina.
Actuó en la serie de televisión Mula sa Puso junto a Claudine Barretto y obtuvo un reconocimiento de interpretación femenina en el Festival de Cannes, por la película Ma´Rosa.

## Trayectoria
Era hija de una madre filipina y un soldado estadounidense en gran medida ausente, Jaclyn José comenzó su carrera cinematográfica en 1984. Al año siguiente, Lino Brocka le dio su primer gran papel dramático en la película la esclavitud blanca. Se convierte en una estrella popular en Filipina (Las Obs esto como el "Catherine Deneuve locales" 2), que participan en una variedad de proyectos: dramas, comedias, películas de terror y telenovelas.

## Muerte
Jaclyn José falleció en su hogar en Ciudad Quezon en la mañana del 2 de marzo de 2024 a la edad de 60 años. Su hija Andi Eigenmann, también actriz, confirmó que la causa de muerte fue un infarto agudo de miocardio.

## Premios y distinciones
Festival Internacional de Cine de Cannes
| Año  | Categoría    | Película | Resultado |
| ---- | ------------ | -------- | --------- |
| 2016 | Mejor actriz | Ma' Rosa | Ganadora  |